# The Preatures

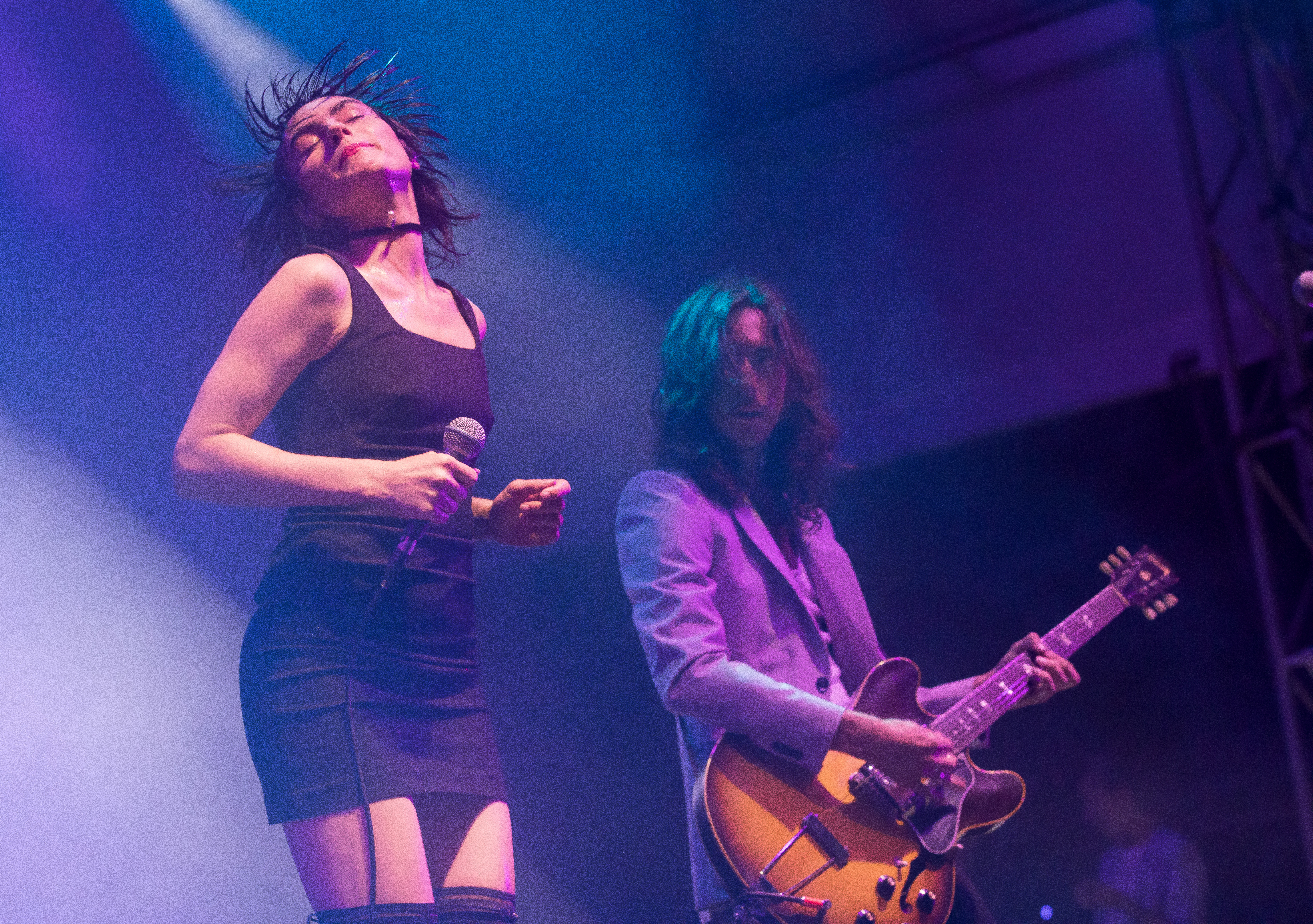
Apresentação em Toranga, 2018

The Preatures é uma banda australiana de Sydney formada em 2010. É compostra por Isabella 'Izzi' Manfredi (vocais, teclados), Jack Moffitt (guitarra), Thomas Champion (baixo) e Luke Davison (bateria). Gideon Bensen era membro da banda até 2016.
Em 2013, a banda ganhou a competição Vanda & Young com a canção  Is This How You Feel?. 